# Bank of America Plaza (Dallas)
Bank of America Plaza je nejvyšší mrakodrap v Dallasu v Texasu (USA). Se svými 72 patry měří 281 m. Budova nabízí 177 000 m2 kancelářských prostor a byla navržena firmami JPJ Architects Inc. a HLM Design. Stavební práce začaly v roce 1983 a byly dokončeny v roce 1985.